# پیازکی ایکس-۴۹
پیازکی ایکس-۴۹ هلیکوپتر با سرعت بالای ساخت شرکت سیکورسکی آمریکا است که نخستین پروازش را در ۲۹ ژوئن، ۲۰۰۷ انجام داد و هم‌اکنون در حال توسعه و آزمایش است و توسط نیروی زمینی ایالات متحده آمریکا به کار گرفته خواهد شد.